# Louis Lutz
Louis Lutz (Sartène (Córcega), 1940) es un escultor francés.

## Datos biográficos
Nacido en Sartène (Córcega) en el año 1940.
Se trasladó a Metz para iniciar sus estudios artísticos como alumno de la Escuela Regional de Artes Aplicadas.
Posteriormente es admitido en la École nationale supérieure des beaux-arts de París.
Durante su estancia en la capital francesa resulta ganador del Prix de la Jeune Sculpture en 1963.
Ganador del Primer Gran Premio de Roma en 1964, por delante de Joséphine Chevry.
Viaja a Roma, donde permanece pensionado en la Villa Médici, sede de la Academia de Francia.
Desde 1988 es profesor junto a Thierry Vaubourgoin, en la escuela de Bellas Artes de Compiègne . A su taller de escultura asiste a partir de 1994 Jean-François Pillon.
Actualmente Lois Lutz tiene su taller de escultura en el campo , en la comuna de Sacy-le-Petit en el distrito de Clermont, al norte de París.

### Eventos
Ha realizado numerosas exposiciones en Francia y en el extranjero: Florencia, Roma, Módena, Londres, Zúrich, Bâle, Teherán, Bruselas, Túnez, Quebec, Dallas, Nueva York, Taiwán, Tokio, Caracas, Sídney...
- Exposición en la galería Gimpel & Hanover , Zürich, del 28 de febrero al-4 de abril de 1970.
- Exposición en la galería Hervé Odermatt, 18 de abril - 11 de mayo de 1973
- Exposición en la Galerie du Dragon, París.1985
- Feria Iberoamericana del Arte (FIA), 2000: Obras en el expositor de la galería Minotauro de Cecilia Ayala (1926-2008) en Caracas. julio de 2000
- Exposición en el centro de arte contemporáneo Crid'art en Metz , 2005
- Exposición en Brive, marzo de 2006[1]
- Invitado especial de la exposición Regards sur les arts en Lamballe,[2] 2008.

## Obras
Los trabajos escultóricos de Lutz están basados en el análisis anatómico de los cuerpos humanos, modificados por las tensiones del espacio. Recuerdan a algunos de los cuadros de Francis Bacon, sobre todo aquellos en que la tensión del cuerpo retratado se encaja en una estructura de jaula. Es por este interés en el espacio que rodea a la figura por lo que sus esculturas están muy próximas al concepto de Instalación.
En cuanto a los materiales, es el bronce tratado con diferentes pátinas de color el más habitual en la obra de Lutz, aunque algunas piezas modeladas en barro han concluido como piezas finales.
Siguiendo la tradición de la escuela francesa de escultura y sus normas acerca de la obra original y la copia, Lutz hace de cada una de sus obras, series de 8 piezas, con lo que cada una de las 8 reproducciones sigue siendo pieza original.
Una de sus esculturas monumentales se encuentra en Thionville.
Algunas obras son:
- Couple enlacé (1968) Escultura-Instalación, bronce, pátina marrón (30x39x31 cm)

- Lovers (1972) Escultura-Instalación, bronce/ metal mesa (74x90x84 cm)

- Le fruit du désir (1979) Escultura-Instalación, bronce con pátina marrón dimensiones 25.2 x 20.9 x 13.4 in. / 64 x 53 x 34 cm.

- La deuxième vue, la seule (1981) Escultura-Instalación, bronce con pátina negra sobre pies dimensiones 75.6 x 54.7 x 23.6 in. / 192 x 139 x 60 cm. - Edición 1/8 Fundición. Ampire ed.

- Le mors aux dents (1982) , bronce , dimensiones: 59 x 43 x 35 cm "El cuerpo es grito. Igual a un eco formidable, decuplica la misma energía en el espacio.[3] [4]

- Entre ciel et terre (1985) , bronce , dimensiones: 66 x 55 x 40 cm [4]

- La potence (1986) | Escultura-Instalación, bronce con pátina marrón clara , dimensiones: 100 x 40 x 40 cm "Colgados de la horca, amordazados, encadenados, los ajusticiados de Lutz aguantan las pruebas más terribles..."[5] [4]

- Victoire ailee (1987) Escultura-Instalación, bronce pátina verde, dimensiones: 21.3 x 9.4 x 9.4 in. / 54 x 24 x 24 cm.

- Fol Amour (1987) Escultura-Instalación, bronce, patine marrón, dimensiones: 12x21x13 cm

- Spécimen en suspension (1989) Escultura-Instalación, bronce, pátina marrón-métal dimensiones: 40x191x40 cm

- Dans l'arv de vie (1991) , bronce, dimensiones: 90 x 62 x 36 cm "Los músculos atados se estremecen. La carne sufrida se rebela..."[6] [4]

- Comme par magie (1991) , bronce , dimensiones: 81 x 66 x 54 cm [4]

- L'insaisissable (1992) , bronce, dimensiones: 91 x 85 x 40 cm [4]

- Mycosis (1998) , Terracota , dimensiones: 40 x 64 x 64 cm [4]

- Union (1999) , Escultura-Instalación , bronce, dimensiones: 77 x 29 x 29 cm

- De la base au sommet (2001) , bronce , dimensiones: 125 x 60 x 40 cm [4]

- L'ange gardien (2003) , bronce , dimensiones: 53 x 37 x 37 cm [4]

- Fol amour (2004) , bronce , dimensiones: 167 x 40 x 40 cm[7] [4]
- Lune de miel (2005) , bronce , dimensiones: 57 x 54 x 57 cm [4]
- Atout coeur (2006) , bronce , dimensiones: 90 x 90 x 40 cm [4]
- Dans le tourbillon de la vie (2008) , bronce , dimensiones: 92 x 56 x 53 cm [4]

### Sin fecha
- Né libre , bronce [4]

- Spirale Escultura-Instalación, bronce , pátina negra, dimensiones: 39 cm (altura)

- Obsession  Escultura-Instalación, bronce, pátina marrón. Fundición Blanc , dimensiones:26x29x25 cm

- Seated Figure Escultura-Instalación, bronce, incrustaciones cerámicas , dimensiones: 31 cm (altura)

- L'Homme dans les Trois Spires , bronce edición 1/8, "Blanchet Fondeur" (inscrito en la base), dimensiones: 19 inches. (altura)